# 詹姆斯·维特布莱德·李·格莱舍
詹姆斯·维特布莱德·李·格莱舍（英語：James Whitbread Lee Glaisher，1848年11月5日—1928年12月7日），英国数学家，氣象學家和天文学家。詹姆斯生于英国倫敦的路厄斯罕自治市，於1928年於剑桥去世，終年80歲。

## 生平
詹姆斯·维特布莱德·李·格莱舍是一个多产的数学家。他的父亲詹姆斯·格莱舍（James Glaisher）是一个气象学家。他曾就读于倫敦圣保罗学院和剑桥大学三一学院，在1871年获得剑桥数学学位甲等，并在剑桥任教。他最有贡献的工作是在数论和模形式上的研究，他发表的论文涵盖了大部分数学领域。他曾担任数学信使（Messenger of Mathematics）的总编辑，他也是哲学家路德维希·维特根斯坦的导师。在1886年至1888年，以及1901年至1903年，他担任英国皇家天文学会主席。在组合数学方面，他使用改进的行列式法，证明了棋盘上N皇后的摆放问题。

## 名言
詹姆斯曾經說過：“如果企图将一种科目從它的历史割裂中开来，我相信没有哪一种科目比数学的损失更大。”